# Sæbeopera
En sæbeopera (af eng.: soap opera) er en lang tv- eller radioserie, der sendes dagligt eller næsten dagligt og som har et indhold, der overvejende består af kærlighed, familieliv og personlige relationer. Historierne fortsætter i det uendelige, og har ingen forud fastlagt slutning. Fortællingen bygger mere på dialog end handling, og den berettes i et langsomt tempo, således at seeren/lytteren lærer hovedpersonerne at kende. Seriens miljø og handling har ofte et hverdagsagtigt præg.
Genren slog igennem i radioen i USA i 1930'erne og 1940'erne. I løbet af 1950'erne overtog tv formatet, der fortsat i dag dominerer særligt eftermiddagsfladen. Verdens længste sæbeopera er den amerikanske The Guiding Light, der blev sendt første gang i radioen i 1937 og som siden 1952 har været sendt i tv. I april 2008 havde serien rundet 15.000 afsnit. Betegnelsen sæbeopera bruges undertiden også nedsættende om serier, der egentlig er dramaserier, f.eks. Dallas (1978-1991), Dollars (1981-1989), Knots Landing (1979-1993), og Falcon Crest (1981-1990). Den første egentlige sæbeopera, der blev sendt i Danmark, var TV3's Hvide løgne (1998-2001). Serien blev produceret i 485 afsnit.
Andre kendte "Sæbeopera'er" er bl.a. den amerikanske serie Scrubs og serien Two And A Half Men. Der var 9 sæsoner af Scrubs og 181 afsnit. Two And A Half Men har også 9 sæsoner, men 185 afsnit.
Den latinamerikanske variant af sæbeoperaen kaldes telenovela og har omkring 100-200 afsnit.
Betegnelsen sæbeopera stammer fra fra 1920'erne. Dengang var serierne radioføljetoner, som de amerikanske radionetværk mente de kunne tjene lidt ekstra på, hvis de enkelte episoder blev sponsoreret. Man bestræbte sig på at finde sponsorer, der henvendte sig til seriernes målgruppe, et kvindeligt publikum. Blandt de første virksomheder var sæbefabrikanterne Procter & Gamble, Colgate-Palmolive, og Lever Brothers, så medierne begyndte efterfølgende at kalde serierne for "soap operas".